# Frequenz-Spannungs-Wandler
Frequenz-Spannungs-Umformer bzw. Frequenz-Spannungs-Wandler formen die Frequenz einer stetigen Wechselspannung oder einer Rechteckschwingung in eine frequenzabhängige oder sogar dazu proportionale Gleichspannung um. Das Gegenstück ist ein Spannungs-Frequenz-Umformer.

## Realisierung

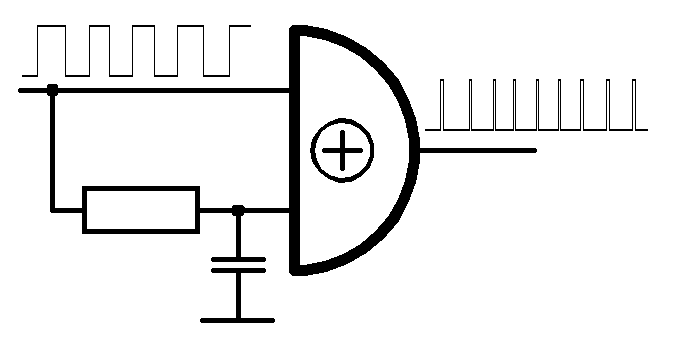
Frequenzverdopplung eines Rechtecksignals. Die Breite der Nadelimpulse entspricht dem Produkt RC. Der Mittelwert der Ausgangsspannung ist proportional zur Frequenz.

Zur Frequenz-Spannungs-Umformung gibt es unter anderen folgende Möglichkeiten:
1. Verwendung eines Frequenzdemodulators (üblicherweise nicht als Frequenz-Spannungs-Umformer bezeichnet)
2. Hintereinanderschalten eines mit der Frequenz getriggerten Monoflops und eines Tiefpasses
3. Erzeugung von Impulsen definierter Länge mit einem Exklusiv-Oder-Gatter nach jeder Rechteckflanke und angeschlossenem Tiefpass (Mittelwertbilder)
4. Benutzen eines Frequenzzählers und angeschlossenen Digital-Analog-Umsetzers (mittels eines dazu ausgestatteten Mikrocontrollers)
5. Betrieb eines Spannungsgesteuerter Oszillator (VCO) in einer Phase-locked loop (PLL), die die Steuerfrequenz mit der Frequenz des VCO vergleicht: die Steuerspannung des VCO ist die gesuchte Analogspannung

Insbesondere für niedrige Frequenzen, zur Motorsteuerung oder in Frequenz- und Drehzahlmessern werden die Varianten 2 und 3 benutzt. Dabei wird die Eingangsspannung zunächst auf einen Schwellwertschalter (Schmitt-Trigger) geleitet, um aus einer Schwingung mit nicht ausreichend steilen Schaltflanken eine Rechteckspannung mit hoher Flankensteilheit zu gewinnen.
Bei Variante 2 wird mit einer der Schaltflanken des Rechtecksignales ein Monoflop getriggert, dessen Einschaltdauer unterhalb der kürzesten Periodendauer der Eingangsfrequenz liegt.
Bei Variante 3 erzeugt ein Exklusiv-Oder-Gatter Impulse von konstanter Breite mit der doppelten Eingangsfrequenz, was die nachfolgende Mittelwertbildung beschleunigt.
Die Impulsfolge wird auf einen Tiefpass geleitet, der daraus den Gleichwert bildet. Dieser ist über den Tastgrad ein zur Eingangsfrequenz proportionales Signal. Ein Nachteil der beiden Verfahren ist die Restwelligkeit; wenn sie klein sein soll, muss die Trägheit groß gemacht werden: Der Tiefpass muss eine wesentlich kleinere Grenzfrequenz besitzen als die Eingangsfrequenz. Abhilfe bietet ein Tiefpass höherer Ordnung.

## Anwendung
- Drehzahlmesser, Tachometer, analog ausgebende Frequenzmesser
- Drehzahl- und Motorregelung (Signal von einem Inkrementalgeber oder vom Motor selbst)